# Bohemannia auriciliella
Bohemannia auriciliella là một loài bướm đêm thuộc họ Nepticulidae. Nó được tìm thấy ở Đảo Anh, Hà Lan, Pháp và Cộng hòa Séc.
Sải cánh dài 6-6.8 mm.
Ấu trùng có thể ăn các loài Betula.